# Lasius
Lasius – rodzaj mrówek w plemieniu Lasiini w podrodzinie Formicinae.

## Gatunki
Do rodzaju Lasius zaliczane są następujące żyjące gatunki:

- Lasius alienoflavus
- Lasius alienoniger
- Lasius alienus – hurtnica podobna
- Lasius americanus
- Lasius aphidicola
- Lasius arizonicus
- Lasius atopus
- Lasius austriacus
- Lasius balcanicus
- Lasius balearicus
- Lasius bicornis
- Lasius bombycina
- Lasius brevicornis
- Lasius brevipalpus
- Lasius brunneus – hurtnica wstydliwa
- Lasius buccatus
- Lasius bureni

- Lasius californicus
- Lasius capitatus
- Lasius carniolicus
- Lasius casevitzi
- Lasius chinensis
- Lasius cinereus
- Lasius citrinus
- Lasius claviger
- Lasius brevicornis
- Lasius colei
- Lasius coloradensis
- Lasius coloratus
- Lasius creightoni
- Lasius creticus
- Lasius crinitus
- Lasius crypticus
- Lasius cyperus

- Lasius distinguendus
- Lasius draco

- Lasius elevatus
- Lasius emarginatus
- Lasius emeryi
- Lasius excavatus
- Lasius exulans

- Lasius fallax
- Lasius flavescens
- Lasius flavoniger
- Lasius flavus – podziemnica zwyczajna
- Lasius fuji
- Lasius fuliginosus – kartonówka zwyczajna

- Lasius grandis

- Lasius hayashi
- Lasius hikosanus
- Lasius himalayanus
- Lasius hirsutus
- Lasius humilis

- Lasius illyricus
- Lasius interjectus
- Lasius israelicus

- Lasius japonicus
- Lasius jensi

- Lasius kabaki
- Lasius karpinisi
- Lasius koreanus
- Lasius kritikos

- Lasius lasioides
- Lasius latipes
- Lasius lawarai
- Lasius longiceps
- Lasius longicirrus
- Lasius longipalpus

- Lasius magnus
- Lasius maltaeus
- Lasius mauretanicus
- Lasius meridionalis
- Lasius mexicanus
- Lasius mikir
- Lasius minimus
- Lasius minutus
- Lasius mixtoumbratus
- Lasius mixtus
- Lasius monticola
- Lasius morisitai
- Lasius murphyi
- Lasius myops

- Lasius nearcticus
- Lasius neglectus – mrówka anatolijska
- Lasius neoniger
- Lasius nevadensis
- Lasius niger – hurtnica pospolita
- Lasius nigerrimus
- Lasius nigrescens
- Lasius nipponensis
- Lasius nitidigaster
- Lasius nitidus

- Lasius obscuratus
- Lasius occidentalis
- Lasius orientalis

- Lasius pallescens
- Lasius pallitarsis
- Lasius pannonicus
- Lasius paralienus
- Lasius persicus
- Lasius piliferus
- Lasius platythorax
- Lasius plumopilosus
- Lasius pogonogynus
- Lasius ponderosae
- Lasius precursor
- Lasius productus
- Lasius przewalskii
- Lasius psammophilus
- Lasius pubescens

- Lasius rabaudi
- Lasius reginae
- Lasius rubiginosa
- Lasius ruficornis

- Lasius sabularum
- Lasius sakagamii
- Lasius schaeferi
- Lasius schulzi
- Lasius sichuense
- Lasius silvaticus
- Lasius sitiens
- Lasius sonobei
- Lasius spathepus
- Lasius speculiventris
- Lasius subglaber
- Lasius subumbratus

- Lasius talpa
- Lasius tapinomoides
- Lasius tebessae
- Lasius tibialis
- Lasius transylvanicus
- Lasius tunisius
- Lasius turcicus

- Lasius umbratus – podziemnica cieniolubna
- Lasius uzbeki

- Lasius vestitus
- Lasius viehmeyeri
- Lasius vostochni

- Lasius wittmeri

- Lasius xerophilus